# Прада, Мария Нела
Мария Нела Прада Техада (исп. María Nela Prada Tejada; родилась 24 января 1980) — боливийский дипломат и политик, занимающая пост министра президентства с 2020 года. Член Движения к социализму, она занимала должность руководителя аппарата Луиса Арсе во время его пребывания на посту министра экономики в 2006—2017 и 2019 году.

## Биография
Мария Нела Прада родилась 24 января 1981 года в Санта-Крус-де-ла-Сьерра в семье Рамона Прады и Бетти Техады, также сделавших успешную политическую карьеру. Её отец был назначен президентом Уго Бансером на пост префекта Санта-Круса с 1999 по 2001. Мать Прады, Бетти Техада, возглавляла Палату депутатов в 2013—2014 годах. Из-за семейных связей семья исторически была связана с правой партией Националистического демократического действия Бансера — Рамон был племянником жены Бансера, Иоланды Прада. Однако к 2005 году Прада и её мать присоединились к Движению к социализму (MAS-IPSP), которое вскоре пришло к власти благодаря социальным движениям. Прада вспоминает, что, хотя она и её отец «не разделяли один и тот же политический путь […], он научил меня уважать эти различия».
Прада окончила университет по специальности международные отношения и получила степень магистра государственного планирования и экономики. Она свободно говорит на трёх языках. Благодаря экономическому опыту Прады она стала руководителем аппарата Луиса Арсе во время его десятилетнего пребывания на посту министра экономики в правительстве Эво Моралеса. Кроме того, в 2011 году она занимала должность директора Управления портовых служб Боливии (ASPB).

## Министр
Став президентом, 9 ноября 2020 года Арсе назначил Праду своим министром при президенте. Она стала первой женщиной, занявшей эту должность. После приведения к присяге Прада выступила с речью от имени нового кабинета министров, в которой выступила за примирение и заявила, что «необходимо принять разногласия» между сторонниками и противниками правительства Арсе.
В 2022 году она была назначена главой Комиссии по рассмотрению дел об изнасилованиях и фемициде, созданной президентом для расследования случаев коррупции со стороны судей в пользу обвиняемых в фемициде или изнасиловании.